# Kinaradise
Kinaradisen eller Japan-Ræddike (Raphanus sativus var. acanthiformis) er en grøntsag. Denne rodfrugt er lige så vigtig for kinesere og japanere, som gulerødder er for danskere.
Kinaradisen kom først til Danmark i begyndelsen af 1980'erne. Den store rodfrugt er en forædling af ræddike, og ikke af radise. Så det mest retvisende navn er i virkeligheden det mindst brugte – Japan-Ræddike.
Rodfrugten kan blive rigtig stor – op til 45-50 centimeter lang og op til 10 centimeter tyk.
Kinaradisen anvendes snittet i salater og i vokmad. Den bør skrælles før brug, da skrællen er stærk og pebret.